# 智証大師諡号勅書
『智証大師諡号勅書』（ちしょうだいししごうちょくしょ）は、円珍への醍醐天皇の命を伝える勅書。『円珍勅書』とも称す。撰者は式部大輔・藤原博文、筆者は小野道風である。『円珍贈法印大和尚位並智証大師諡号勅書』（えんちんぞうほういんだいかしょういならびにちしょうだいししごうちょくしょ）の名称で国宝に指定されている。東京国立博物館蔵。

## 概要

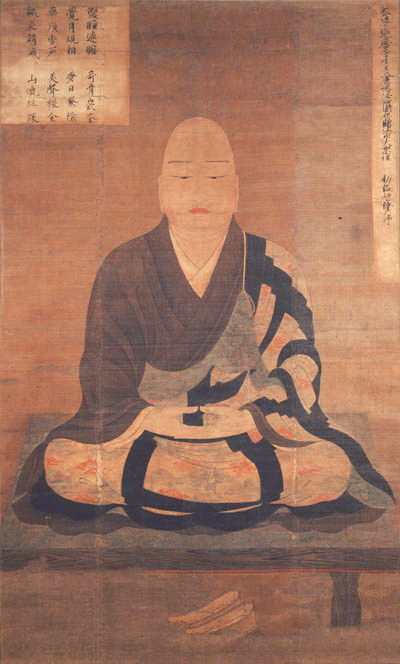
智証大師像（金倉寺蔵、重要文化財）

第5代天台座主・円珍が入寂して36年目に当たる延長5年12月27日（928年1月27日）、円珍に対して僧侶の最高位である法印大和尚位への昇格と智証大師の諡号を贈るとの醍醐天皇の命を伝える勅書である。小野道風の署名はないが、末尾に「延長五年十二月廿七日」の年記があり、『帝王編年記』の同日の条に、「智証大師是也。入滅後三十七年。宣命道風書之」の記載と、加えて翌延長6年に書写の『屏風土代』との書風の比較から、この一巻が少内記の任にあった道風34歳の時の真筆と認められている（異説については後述）。入念な下書きを重ねた後の清書本であり、『屏風土代』のような推敲の跡はない。本書は円珍の功績を称える本文の後、これを施行する太政官牒、並びに監督官庁にあたる治部省の符の文書が加えられている。このような勅書の体裁は唐制を模倣したもので、原本と副本の2通が作成され、御画可や関係官吏の自署をともなう原本は中務省に留め置かれ、園城寺に下賜された副本が本書ということになる。よって、中務卿・敦実親王ら関係官吏8人の署名もみな道風の手により、その官位は蠅頭の小楷で適格に書かれ、道風の高い技量が如実に示されている。

### 背景
円珍の弟子の第10代天台座主・増命は、円珍に諡号を賜るべく尽力したが、それが実現する前の延長5年11月11日（927年12月7日）に入寂した。朝廷は増命に静観（じょうかん）の諡を贈り、同時に彼の師の円珍に僧位と諡を贈った。勅書の揮毫は、一代の能書の聞こえ高い者に命じられたため、当時を代表する能書で三跡の一人と称えられた道風に命じられたことは、その名声を象徴している。道風の書は、その在世中から「道風の書を一行も持たぬのは恥」とまで言われるほど人気の的であったという。また、『源氏物語』（絵合）では道風の書を、「今めかしう、をかしげに、目も輝くまでみゆ」と、現代風で見事なその書はまばゆいほどに見えると賞賛している。

### 書体・書風

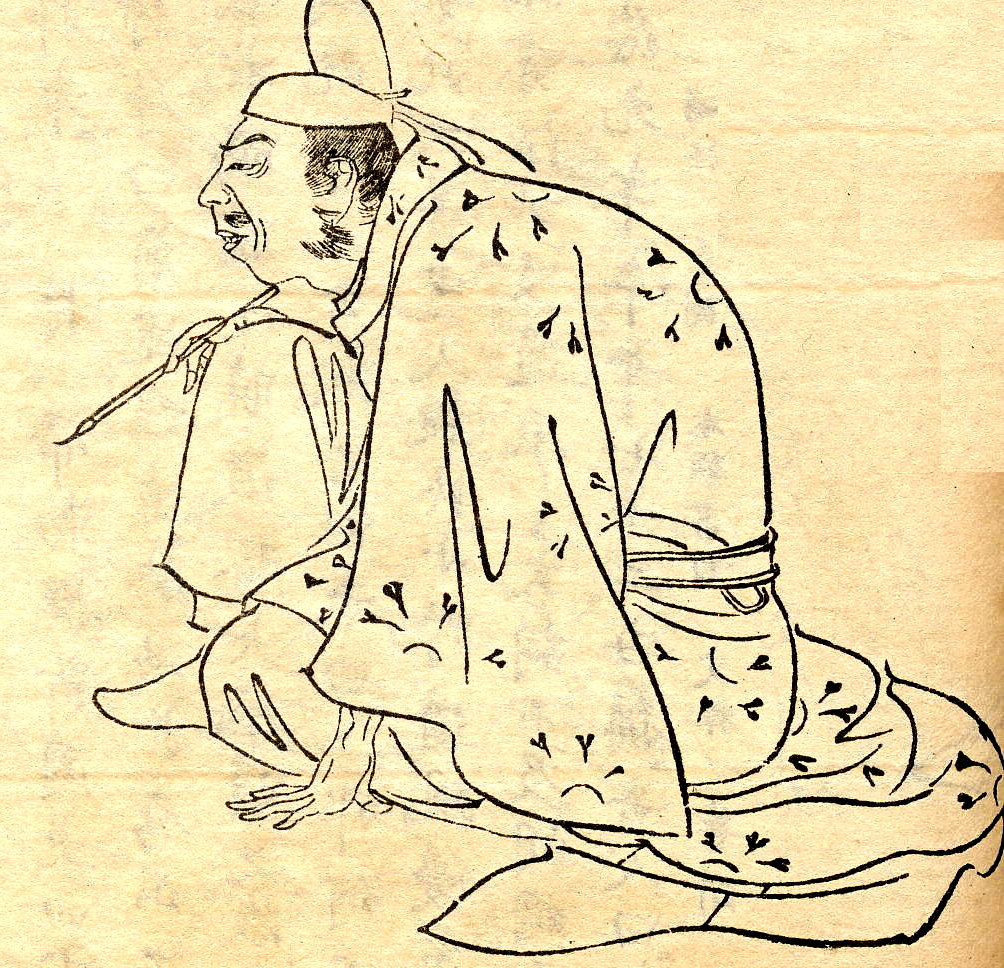
小野道風

書体は行書体を主体に草書体を交え、書風は、和様漢字の元祖と称されるに相応しく、豊潤な和様である。その太い重量感と弾力性のある墨線は気力に溢れて盛り上がってくるように感じられ、能書道風の壮年期の面目を遺憾なく発揮している。日本の書道史上、特筆すべきことは、道風がそれまでの唐様の模倣から脱して、和様を創始したということである。その特徴は、王羲之などの唐様では、起筆・送筆・収筆をはっきりさせた三折法が採られ、点画が直線的であるのに比べ、和様では運筆の抑揚が優美で抒情味あふれ、起筆・送筆・収筆の区切りが曖昧になり、点画が曲線的になることにある。しかし、南北朝時代の書論『麒麟抄』には「羲之が手に肉を懸て、道風は書給へり、然りと雖も羲之が所定の筆法に替はらざるなり」（道風は王羲之の書に少し肉付けをして書いているが、その書法の根本は変わらない）とあり、両者の書法はまったく正反対のものではないとある。

### 料紙
料紙は縹色に染められた漉染紙で、薄墨の罫線が幅3.6cmで引かれている。大きさは縦28.7cm×横154.9cmで、現状は巻子1巻に仕立てられている。通常、諡号勅書には白色の紙が使われるところ、円珍を顕彰するための配慮として縹紙が採用されたとする説がある。
なお、文書の切断や改竄を防ぐため、本書には、朱文方印「天皇御璽」（8.7cm×8.7cm）が13顆、裏面に2顆捺されている。

## 内容

### 釈文
全釈文は以下の通りだが、本項では便宜上、文中に句読点および返り点を補った。

### 読み下し文
読み下し文は以下の通りだが、一部漢字を旧字体から新字体へ改め、難読語に読み仮名を補った。

## 伝来
『円珍勅書』は近世末まで長らくその存在を知られず、各集帖に収録されることもなく園城寺に伝わっていたが、明治維新前後に円珍の入唐に関する文書類（国宝「円珍関係文書」、現・東京国立博物館蔵）とともに同寺を離れて北白川宮の所蔵となった。次いで、明治23年（1890年）に同宮家から古筆研究団体の難波津会へ貸し出されたことで初めて世間に紹介され、書道雑誌『書苑』や『大日本史料』などへの掲載を通じて道風の真筆として知られるようになっていった。そして、太平洋戦争終結直後に国有財産化して東京国立博物館が保管するところとなり、昭和27年（1952年）3月29日付で文化財保護法による重要文化財に、さらに同日付で国宝に指定されるに至った。

## 後世の臨書説
『円珍勅書』は道風の直筆とするのが通説だが、湯山賢一奈良国立博物館館長（当時）は、平成21年（2009年）3月31日に発行した編著書『文化財と古文書学 筆跡編』において、通説を退けて後世の臨書であるとする見解を発表し、それに先立つ3月28日付の『読売新聞』（東京版）夕刊にはスクープ記事が掲載された。湯山は、古文書学の見地から本書を調査した結果、
1. 同書が平安期の公文書にしては行書体であり過ぎること。
2. 勅書後半の署名の上に記された官位の文字が極めて小さいこと。
3. 円珍勅書の前年（延長4年）に出された別の文書の「天皇御璽」の内印と比べて「天」や「御」の字形が異なっており、押印が雑であること。
4. 和紙の行間に折り目を付けて広げた跡があり、折り目は一行ずつまっすぐに書き写すために付けたとみられること、また末尾の署名が全て本文と同筆であること。

などを挙げ、「当時の勅書・公文書の形式としてはありえない」と指摘している。その上で、薄縹色の染紙が11世紀中頃まで朝廷の公文書として使われていた（その後は紺紙に変わっていく）ことから、『円珍勅書』は遅くとも同時期頃までに朝廷中枢部の中務省で作成された紙を用いた「写し」であり、道風の行書体の豊潤さを後世に伝えるために作成されたものと考えられるとしている。
石川九楊も、「書きぶりからはもっと時代は下がるようにも思える」と述べ、延長5年の書写年に疑問を示している。
文化庁は、「学説の一つが発表されたという現段階で、文化財の価値判断に対するコメントはできない」としながらも、「『円珍勅書』は国宝（美術工芸品）の中でも現在は『古文書』部門での指定となっており、仮に道風の自筆でなかったとしても古文書としての価値が下がることはない」としている。
なお、湯山説の前にも川瀬一馬が昭和18年（1943年）に通説への異論を示している。川瀬は、『円珍勅書』は道風の書風をよく伝えているものの、それよりも新しい尊円法親王の時代の影響が感じられると、湯山説よりも成立時期をさらに下げており、後の昭和55年（1980年）には、宋代書風の影響も入っているように感じられ、あるいは尊円が臨書したものではないかと推測している。